# Río Bayo
El río Bayo es un curso natural de agua que nace en la cordillera de los Andes en el límite fronterizo de Chile con Argentina y fluye con dirección oeste hasta desembocar en el río Ciénaga Redonda.

## Trayecto
Nace en la cordillera de los Andes y fluye hacia el oeste paralelo al río Lajitas hasta desembocar en el río Ciénaga Redonda.

## Caudal y régimen
El caudal del río es escaso

## Historia
Luis Risopatrón lo describe en su Diccionario Jeográfico de Chile en 1924 sobre el río:: 238 
Bayo (Rio). Nace en el portezuelo de Rio Bayo i corre hacia el NW; con buena agua, en un cajón corto, que tiene bastante pasto i abrigo para los animales, pero carece en absoluto de leña o alguna maleza que pudiera reemplazarla; concluye por afluir a la márjen E del curso superior del rio Astaburuaga.